# Jordi Sargatal

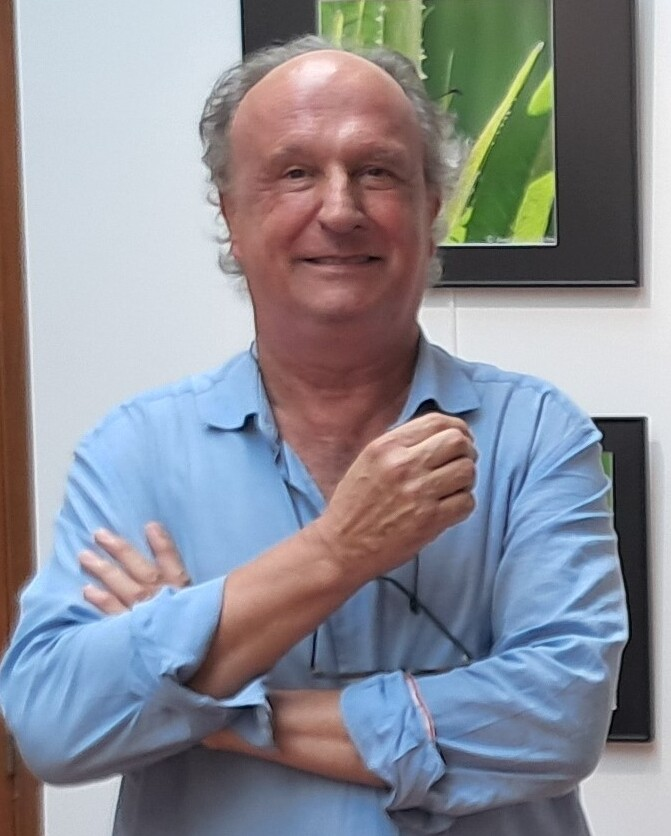
Jordi Sargatal

Jordi Sargatal Vicens (* 27. Juli 1957 in Figueres, Comarca Alt Empordà, Katalonien) ist ein katalanischer Ornithologe, Naturforscher, Naturschützer und Sachbuchautor.

## Leben
Sargatal widmet sich seit 1972 der Natur und spezialisierte sich auf die Avifauna in Feuchtgebieten. Im März 1982 war er Gründungsmitglied des Moskito-Kontrolldienstes in der Bahía de Roses y del Bajo Ter und leitete diesen bis Oktober 1985. Von April 1984 bis April 1998 war er Direktor des Parc Natural dels Aiguamolls de l’Empordà. Bereits im Juli 1976 gehörte er zu einer Gruppe junger Aktivisten, die gegen die Trockenlegung der Aiguamolls angesichts der Pläne zur Erbauung eines riesigen Yachthafens demonstriert hatten.
Von März 1998 bis Ende Januar 2009 war er Direktor der heute nicht mehr existenten Stiftung Territori i Paisatge des Finanzdienstleisters Caixa Catalunya, die sich für die Zusammenarbeit im Naturschutz einsetzte, insbesondere für den Erwerb von Naturschutz- und Landschaftsschutzgebieten.
Während der fast elf Jahre des Bestehens der Stiftung wurden bedeutende Ziele erreicht, darunter der Kauf von 24 Naturflächen mit insgesamt 7834 ha, die Unterzeichnung von mehr als 60 Kooperationsverträgen oder Gebietsbetreuungen über insgesamt ca. 136.000 ha oder der Kauf der Abholzungsrechte von 142 ha ausgewachsenem Wald in der Comarca Pallars Sobirà in den Pyrenäen.
Darüber hinaus war die Stiftung zwischen der jährlichen Ausschreibung und spezifischen Vorhaben, sowohl im Bereich des Naturschutzes als auch der Umwelterziehung, an mehr als 700 Projekten beteiligt, die etwa 350 Einrichtungen zugutekamen. Sargatal gründete das Naturzentrum Les Planes de Son bei Alt Àneu und förderte Initiativen zur Umweltsensibilisierung, darunter verschiedene Wanderausstellungen oder die Veröffentlichung von Umwelterziehungsmaterialien.
Sargatal leitete mehrere Renaturierungsprojekte in Feuchtgebieten, darunter im Naturpark Clot de Galvany in Zusammenarbeit mit dem Stadtrat von Elche, und im Naturpark Baix Ter in Zusammenarbeit mit dem Architekturworkshop von Ricardo Bofill.
Im Bereich des Vogelschutzes war Sargatal Mitarbeiter beim Projecto Ibis Eremita, bei dem im Jahr 2002 im Naturpark Cabo de Gata-Níjar im Süden der Iberischen Halbinsel ein Wiederansiedelungsprojekt für den Waldrapp gestartet wurde. 1996 nahm er als Experte an der 6. Konferenz der Ramsar-Konvention in Brisbane, Australien, und 1998 bei einem internationalen Unternehmen für die Bewirtschaftung der Feuchtgebiete im Nationalpark Palo Verde, Costa Rica, teil.
Sargatal war als Autor oder Co-Autor an den Büchern Els ocells de l’Empordà (1978), Atlas dels ocells nidificants de Catalunya i Andorra (1983), Els Aiguamolls de l’Empordà. Aspectes ecològics, històrics i socials (1989), On observar ocells a Catalunya (1989), Els ocells dels Parc Natural dels Aiguamolls de l’Empordà (1989), Where to watch birds in Catalonia (1990), Espacios naturales protegidos de España (1992) und Terra de Gantes (1996) beteiligt.
1989 gründete er mit Ramon Mascort und Josep del Hoyo den Verlag Lynx Edicions in Barcelona. Von 1992 bis 2013 war er neben del Hoyo, David A. Christie und Andrew Elliott Herausgeber von acht der 17 Bände des Handbook of the Birds of the World.